# Nervieux
Nervieux – miejscowość i gmina we Francji, w regionie Owernia-Rodan-Alpy, w departamencie Loara.
Według danych na rok 1990 gminę zamieszkiwało 791 osób, a gęstość zaludnienia wynosiła 41 osób/km² (wśród 2880 gmin regionu Rodan-Alpy Nervieux plasuje się na 912. miejscu pod względem liczby ludności, natomiast pod względem powierzchni na miejscu 532.).